# Kocheril Raman Narayanan
Pour les articles homonymes, voir Narayanan.
Kocheril Raman Narayanan, né le 3 février 1921 et mort le 9 novembre 2005, est un homme d'État indien, le premier dalit à devenir président de la République de l'Inde, du 25 juillet 1997 au 25 juillet 2002.

## Biographie
K. R. Narayanan est né le 27 octobre 1920 dans un village de l'État princier de Travancore (l'actuel Kerala), dans la région de Kottayam. Il est le quatrième enfant d’une famille de sept. Il prend sa retraite en 1978, après avoir été ambassadeur en République populaire de Chine. Il est mort d’une pneumonie le 9 novembre 2005, dans un hôpital militaire à New Delhi.

### Carrière professionnelle
Il a obtenu une maîtrise en littérature anglaise à l’université de Travancore et travaille comme journaliste pour les journaux The Hindu et Times of India (1944-1945). En 1945, il part étudier les sciences politiques à Londres et obtient un diplôme de la London School of Economics.

### Carrière politique
De retour en Inde, il intègre le ministère des Affaires étrangères du gouvernement de Nehru. Il occupe des postes de diplomate dans plusieurs ambassades indiennes (Rangoon, Tokyo, Londres, etc.), puis est ambassadeur en Thaïlande de 1967 à 1969, en Turquie de 1973 à 1975, et en République populaire de Chine de 1976 à 1978. 
À la demande d’Indira Gandhi, il se présente comme député du Kerala, où il est élu trois fois de suite (1984, 1989, et 1991) en tant que membre du Parti du Congrès. 
Le 21 août 1992, il devient vice-président sous la présidence de Shankar Dayal Sharma. Le 17 juillet 1997, il est élu président de l'Inde. Sa présidence est marquée par les sanglantes émeutes inter-communautaires au Gujarat en 2002 où des milliers de musulmans furent massacrés.